# 夜刀姫斬鬼行
『夜刀姫斬鬼行』（やとひめざんきこう）は、2005年12月16日にTeriosより発売されたアダルトゲーム。

## 概要
本作は横田守が原画を務めた、剣劇アクション×伝奇ロマンアドベンチャーゲームである。
ヒットを受けてNine's foxによりPlayStation 2へ移植され、2007年7月26日に『夜刀姫斬鬼行 -剣の巻-』（やとひめざんきこう つるぎのまき）のタイトルで発売された。

## あらすじ
主人公の長峰悠馬は、帯電体質を持つ点以外、ごく普通の青年。美珠学院の生徒でもある悠馬はここ最近、不可思議な夢に悩まされていた…自分が巨大な龍となり、常時襲ってくる激しい痛みを紛らわせるべく、人間達を虫けらの如く殺しまくる夢に。
同じ頃、美珠学院を有する地方都市・美珠市には、連続殺人事件の噂が広まっていた。そこへ、一振りの長い刀を携えて、1人の美しい少女がやって来る。彼女の名は、久沙凪トウ。
悠馬とトウ。この2人が出会う時、物語は大きく動き出す。

## 登場人物
声優名はPC版での表記。PS2版は未発表。

### 主人公
長峰 悠馬（ながみね ゆうま）
美珠学院の学生で、元剣道部員。常人とは比較にならないくらい過剰な帯電体質の持ち主で、その電力は触れた電子機器や家電機器もお釈迦にしてしまうほど。剣道部を辞めた理由も、自他共に認める飽きっぽい性格に加え、その体質ゆえに何度も試合中に竹刀を通して電撃が対戦相手に伝わってしまい、反則だとクレームを付けられることにウンザリしたため。
容姿端麗かつスポーツ万能であるが、勉強は苦手。また、体質が災いして知識を得る機会にも乏しいため、IT関連にも疎い。女性徒からの人気は高いが、そういった方面には興味が薄いため、過去に付き合った女性もいない。ただし、精力自体は絶倫の域。

### メインヒロイン
久沙凪 トウ（くさなぎ トウ）
声 - 一色ヒカル
ある使命を帯びて美珠市にやって来た少女。やや大柄な体格で、常に一振りの刀を携えている。剣術に優れており家事も得意だが、家電機器や電子機器が殆ど無い環境で育ったため、それらの操作は大の苦手。和菓子には目が無い。
風守 桜子（かざもり さくらこ）
声 - 松永雪希
悠馬の隣家に住む少女。3年前に理子と共に美珠市へ引っ越して来た。やや華奢な体格。菓子が大好物で作る方も得意だが、料理自体は大の苦手。悠馬に好意を持っており、よく彼の世話を焼きたがる。
桐生 月子（きりゅう つきこ）
声 - 手塚まき
感情の起伏が非常に乏しい少女。桐生財団の実力者である隆征の妹。トウと同じく一振りの刀を携えており、剣捌きはトウをも上回る。しかし桜子より華奢な体格も手伝って、容姿はトウより幼く見える。クッキー作りが趣味らしいが、その味はかなり微妙。
ハインリケ・フォン・エルレンマイヤー
声 - 雅姫乃
通称はハイン。悠馬が美珠学院の理事長室の前で出会う少女。大体は従者のルーガルと行動を共にしているが、旺盛な好奇心ゆえに、1人で抜け出しては美珠市観光に勤しむことも。見掛けによらず、戦闘能力は絶大。

### サブヒロイン
エトワール妃巫女（エトワール ひみこ）
声 - 白井綾乃
悠馬が美珠学院の屋上で出会う巫女姿の女性。いつもキンコとギンコをお供に付けていて、扱き使っている。かなりいい加減で、何かに付けてはすぐセックスに結び付けて考えたり、セックスへ持ち込もうとするほど淫乱な性格だが、術者としてはかなり優秀。
鶴城 理子（つるぎ りこ）
声 - 松田理沙
桜子と同居している女性。性格は穏和で、悠馬と桜子は彼女を実の姉のように慕っている。彼女も2人を大切に思っており、命懸けで守りたいと思っている。実は着痩せするタイプのため、桜子からは羨望の的。料理の腕はかなりのもの。
水口 結華（みなぐち ゆいか）
声 - 紗倉奈央
美珠学院の剣道部に所属する1年生の少女で、綾那の妹。悠馬の1学年下の後輩で、悠馬が剣道部を辞めたことを残念に思っており、悠馬に戻って来てほしいと思っている。
水口 綾那（みなぐち あやな）
声 - 高奈ゆか
美珠学院で教師をしている女性で、結華の姉。担当の生徒達からは、名前で呼ばれるほど親しまれている眼鏡っ娘。性格は少しのんびり屋で、ドジな所もある。
ブリュンヒルデ
声 - 風音
悠馬が美珠市の公園で出会う女性。月子のように表情が乏しく、分析するような口調で話すことが多い。剣の腕前はかなりのもの。トウの義理の姉と瓜二つの容貌をしている。
北斗（ほくと）
声 - 北都南
少年の様に見えるが、実は剣の天才たる少女。桐生隆征配下の戦闘集団「至衛隊」最強の剣士。特殊能力は何も無いが、そんな能力など不要なほどの剣技を持ち、その腕前はブリュンヒルデをも凌ぐ。単独行動を好み、時に度し難い程の激情を見せるが、女の子扱いされることには慣れていない。
キンコ、ギンコ
声 - 境もみじ
エトワール妃巫女が使役する管狐。頭の中身は子供だが、実は何百年も生き続けている。人間の理で見れば、キンコは明るく悪戯好きな女の子で、ギンコは臆病で引っ込み思案な男の子に相当。妃巫女にはいつも面倒な仕事を押し付けられている。
なお、本来は漢字で書くとそれぞれ金狐と銀狐だが、本編では2人ともカタカナで表記されている。
柿崎 葉子（かきざき ようこ）
声 - 金田まひる
美珠学院のテニス部に所属する1年生の少女。性格は引っ込み思案ではにかみ屋だが、実は一途かつ健気で、大切な人のためなら命も投げ出せる程。速見に思いを寄せ、いつも影から彼を見つめている。

### その他の人物
桐生 隆征（きりゅう たかゆき）
声 - 子安武人
桐生将監の養子で月子の兄。桐生家のナンバー2であり、四天王の1人でもある。優雅な挙措とは裏腹に、冷徹な野心家。桐生財団の力で、美珠学院の理事長の座を手に入れた。
ルーガル
声 - 濱俊作
ハインリケのお供として美珠市を訪れた大柄の男性。飄々とした性格で意外に器用。西部劇のガンマンを思わせる容姿どおり、銃の腕前は達人級で、その戦闘能力は主であるハインリケにも引けを取らない。
桐生 将監（きりゅう しょうげん）
声 - 柴田秀勝
桐生家の当主で、現在の夜刀一族の指導者である男性。いつも翁の仮面をしている。護家の一家系である桐生家を財団にまで成長させ、政財界への歴然たる影響力を確立させた。実は、8年前のある事件で性格が一変してしまっている。
夜叉丸（やしゃまる）
声 - 沖田高尾
桐生将監の配下の戦闘集団「懲罰隊」の隊長を務める大男。汚れ仕事を好む性格と、戦闘能力の高さを買われての抜擢だったが、享楽的で刹那的であると同時に色を好み、雑食気味に多数の女に手を出しているため、人望はほとんど無い。
鶴城 弥勒（つるぎ みろく）
声 - 山口勝平
鶴城家の当主であり、四天王の1人でもある男。鍼の戦闘術の使い手。四天王の中でも最も色濃く将監に息を掛けられている模様。独特の美意識を持つナルシストで、自己中心的かつヒステリックな性格。エステティックサロン「MIROKU」のオーナーも勤めている。
柴牙 幻一郎（さいが げんいちろう）
声 - 巌蝉秋
柴牙家の当主であり、四天王の1人でもある男。夜刀一族の指導者・守目の巫女の勅命を受けており、中立を保ちながら将監派と隆征派との仲介役を務める。思慮深くもの静かな性格で、護家衆をまとめることに腐心している。かつては将監と共に夜刀一族の解放を願い、行動していた。
久々津 鬼灯（くぐつ かがち）
声 - 小池竹蔵
将監派と目される四天王の1人。久々津の姓を名乗っているが、久々津の血は引いていない。個人的な主義主張は持たず、ただ与えられた職務に忠実であることを良しとしている。同じ久々津姓である穿とは密な関係を持っており、穿に絶対的な忠誠を誓っている。
久々津 穿（くぐつ うがち）
声 - 一条和矢
西洋風の魔術を使う男。巫女を守護する護家の一つである久々津家の当主を自称しているが、その出自は謎に包まれている。夜刀一族の長老格である元老院や守目の巫女とも強い繋がりを持っているらしく、他の勢力とは距離を置き、孤高を保っている。
幸村 允伴（ゆきむら まさとも）
声 - 高岡政人
久沙凪家の身の回りを世話している護家の一家、幸村家の当主。トウが久沙凪家にやって来てからの養育係であり、現在はトウの保護者。トウのことを心から案じている。
速見 広樹（はやみ ひろき）
声 - うえだゆうじ
悠馬の親友で情報通なクラスメート。いつもモバイルを持ち歩き、くだらないデータを集めている。都市伝説や妖怪話が好きなせいで、何故か民俗学に詳しい。ある漫画家（悠馬の義理の母親）のファン。
ドクター・マーカス
声 - 若本規夫
かつてはクレマン家に仕える錬金術師だったが、秘宝「クレマンの聖石」を盗み出して国津島に逃亡。以後、将監を後ろ盾にして夜刀神やヤトガタナの研究に没頭する。傲慢な性格で、あらゆるものを実験対象としか見ていない。

## 用語
夜刀神
1400年以上前に討伐され封印された龍神。しかし完全に滅ぼすことはできず、本体である角は国津島に安置され、夜刀の一族によって祀られてきた。
その荒ぶる魂は鬼穢れと呼ばれ、いまだに地上をさまよっては人間に憑依して対象を鬼に変えてしまう。
ヤトガタナ
夜刀神の角より作られた、鬼穢れを祓うことのできる唯一の武器。久沙凪家の伝承者がヤトガタナ「薙」で鬼を斬り、魂を国津島にあるもう一振りの「封」へと送り込むことで鬼穢れを清めるが、長い目で見れば一時しのぎにしかならない作業である。
ドクター・マーカスは独自の研究で複製品のヤトガタナ「殺」や、「クレマンの聖石」を埋め込んだ「神」を作り出した。
夜刀の一族
夜刀神を封じ続けるため、国津島に縛り付けられてきた一族。鬼穢れを清める大祓の儀で生贄となる巫女を輩出する風守と、ヤトガタナ「薙」で穢れを集める久沙凪が中核となる封印家。彼らを守るのが桐生、久々津、柴牙、鶴城、幸村の護家である。
一族の頂点には元老院と呼ばれる謎の存在が君臨している。
クレマン家
フランスで別の龍神グラウリを封印・管理している一族。だがグラウリの魂を秘めた「クレマンの聖石」が盗まれたため、それを追って来日した。

## スタッフ
- チーフライター - 藤木隻
- シナリオ - 狩野伊太朗、稀文堂、紙谷龍生、J・さいろー、三宅蒼色、日暮清治
- キャラクターデザイン、原画 - 横田守、土代昭治
- 音楽 - Elements Garden、I've

## 主題歌
オープニングテーマ「KAMUY」
作詞・作曲 - 上松範康　編曲 - 藤田淳平　歌 - 木蓮　
挿入歌「運命の旋律」
作詞 - 上松範康　作曲・編曲 - 藤田淳平　歌 - 佐藤裕美&KOTOKO
エンディングテーマ「World meets worlds」
作詞・歌 - SHIHO　作曲・編曲 - C.G mix

## 関連商品
Windows用ソフト
- 気まぐれカラスとやんちゃ姫 - Teriosファンクラブ会員専用ソフトで、非売品。ハインと理子をメインに据えた短編シナリオが楽しめる。
- 夜刀姫斬鬼行 オリジナルサウンドトラック（アリアエンターテインメント）Windows XP対応CD-ROM

漫画
- 夜刀姫斬鬼行（オークス〈XO GAME COMICS〉）ISBN 4861053595

小説
- 夜刀姫斬鬼行 真夏の断章（富士見ファンタジア文庫）桐村葵 / 横田守 ISBN 4829119233
- 夜刀姫斬鬼行2 雷鳴の少年、剣の少女（富士見ファンタジア文庫）桐村葵 / 横田守 ISBN 4829119535

資料集
- 夜刀姫斬鬼行 -剣の巻- ビジュアル・ガイドブック（ジャイブ）ISBN 978-4-86176-443-1